# Ben Loomis
Benjamin Loomis (* 9. Juni 1998 in Eau Claire) ist ein US-amerikanischer Nordischer Kombinierer.

## Werdegang
Loomis, der für den Flying Eagles Ski Club startet, gab im Dezember 2014 sein internationales Debüt im Continental Cup, verpasste bei den beiden Wettkämpfen nach der Gundersen-Methode in Park City jedoch die Punkteränge. Diese erreichte er erstmals ein Jahr später mit einem 16. Platz im Wintersportgebiet Soldier Hollow. Einen Tag später verpasste er als Vierter nur knapp das Podium.
Nachdem er bereits bei Teamwettbewerben eingesetzt worden war, debütierte Loomis im Dezember 2016 schließlich auch bei einem Einzelwettkampf im Weltcup. Bei den Olympischen Winterspielen 2018 in Pyeongchang erreichte er im Einzel nur die hinteren Ränge und auch im Team belegte er gemeinsam mit Taylor Fletcher, Ben Berend und Bryan Fletcher als Zehnter nur den letzten Platz.
Seinen ersten Weltcuppunkt gewann Loomis im Januar 2019 in Trondheim. Nach weiteren drei Punkten in Klingenthal schloss er die Weltcup-Saison auf Rang 64 ab. Da er sich der US Army angeschlossen hatte, konkurrierte Loomis erst Mitte Dezember 2019 bei den Continental-Cup-Wettbewerben in Park City wieder bei einem internationalen Wettbewerb. Nach einem durchwachsenen ersten Wettkampftag belegte er an den darauffolgenden Tagen zweimal den fünften Platz.

## Sonstiges
Sein älterer Bruder Adam war ebenfalls als Nordischer Kombinierer aktiv. Im April 2019 trug sich Good in die Utah Army National Guard ein, bei der er in das Programm „World Class Athlete Program“ zur Spitzenförderung aufgenommen wurde.

## Statistik

### Platzierungen bei Olympischen Winterspielen
| Jahr und Ort     | Wettbewerb   | Wettbewerb   | Wettbewerb | Wettbewerb |
| Jahr und Ort     | Gundersen NS | Gundersen GS | Team       |            |
| ---------------- | ------------ | ------------ | ---------- | ---------- |
| 2018 Pyeongchang | 41.          | 40.          | 10.        |            |
| 2022 Peking      | 15.          | 19.          | 06.        |            |

### Platzierungen bei Weltmeisterschaften
| Jahr und Ort    | Wettbewerb   | Wettbewerb   | Wettbewerb | Wettbewerb | Wettbewerb |
| Jahr und Ort    | Gundersen NS | Gundersen GS | Teamsprint | Team       | Mixed-Team |
| --------------- | ------------ | ------------ | ---------- | ---------- | ---------- |
| 2017 Lahti      | —            | —            | 08.        | —          | —          |
| 2019 Seefeld    | 33.          | 44.          | 10.        | 09.        | —          |
| 2021 Oberstdorf | 33.          | 31.          | 09.        | 09.        | —          |
| 2023 Planica    | 27.          | 31.          | —          | 08.        | 07.        |
| 2025 Trondheim  | 21.          | 23.          | 08.        | —          | 09.        |

### Weltcup-Platzierungen
| Saison  | Platz | Punkte |
| ------- | ----- | ------ |
| 2018/19 | 64.   | 004    |
| 2021/22 | 33.   | 076    |
| 2022/23 | 46.   | 021    |
| 2023/24 | 27.   | 302    |
| 2024/25 | 28.   | 234    |

### Grand-Prix-Platzierungen

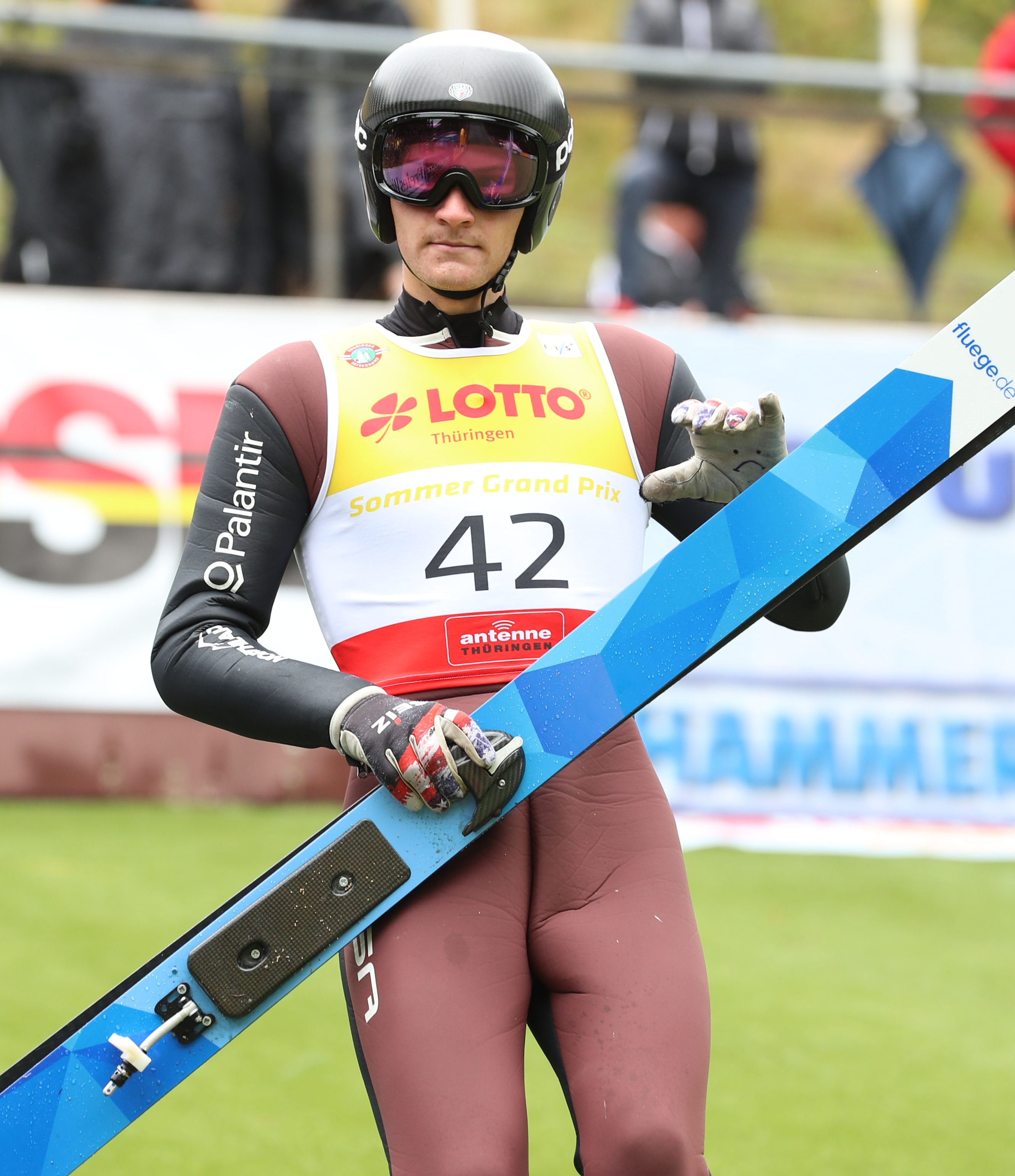
Loomis beim Sommer Grand Prix 2021 in Oberhof

| Saison | Platz | Punkte |
| ------ | ----- | ------ |
| 2018   | 39.   | 020    |
| 2021   | 18.   | 068    |
| 2022   | 23.   | 043    |
| 2023   | 20.   | 090    |

### Continental-Cup-Platzierungen
| Saison  | Platz | Punkte |
| ------- | ----- | ------ |
| 2015/16 | 40.   | 098    |
| 2016/17 | 28.   | 127    |
| 2017/18 | 27.   | 175    |
| 2018/19 | 45.   | 076    |
| 2019/20 | 24.   | 163    |
| 2020/21 | 41.   | 068    |
| 2021/22 | 26.   | 184    |

## Auszeichnungen
- U.S. Ski & Snowboard (USSA) Sportler des Jahres (Nordische Kombination) (2016, 2018, 2022)[4][5]